# Медаль Мэри Кларк Томпсон
Медаль Мэри Кларк Томпсон (англ. Mary Clark Thompson Medal) — научная награда Национальной академии наук США за выдающиеся достижения в области изучения геологии и палеонтологии. Награда была учреждена в 1921 году в честь американского палеонтолога Мэри Кларк Томпсон (1835−1923), и присуждается раз в два года.

## Список награждённых
Ниже приводится список награждённых, чьи профайлы существуют в русской википедии на момент последнего редактирования статьи:
- 1921: Чарлз Дулиттл Уолкотт
- 1923: Эммануэль де Маржери
- 1925: John M. Clarke[англ.]
- 1928: James P. Smith
- 1930: Уильям Берриман Скотт и Edward Oscar Ulrich[англ.]
- 1931: Дэвид Уайт[англ.]
- 1932: Francis Arthur Bather[англ.]
- 1934: Чарлз Шухерт
- 1936: Амадеус Уильям Грэбо
- 1941: Дэвид Мередит Сирс Уотсон
- 1942: Эдвард Уилбер Берри и Артур Смит Вудвард
- 1943: Джордж Гейлорд Симпсон
- 1944: William Joscelyn Arkell[англ.]
- 1945: T. Wayland Vaughan[англ.]
- 1946: John Bernard Reeside[нем.]
- 1949: Кох, Лауге
- 1952: Lloyd William Stephenson[нем.]
- 1954: Альфред Ромер
- 1957: Г. Артур Купер
- 1958: Roman Kozłowski[англ.]
- 1961: Норман Ньюэлл
- 1964: Milton N. Bramlette
- 1967: Wendell P. Woodring[нем.]
- 1970: Raymond Cecil Moore[англ.]
- 1973: Hollis Dow Hedberg[англ.]
- 1976: James M. Schopf[нем.]
- 1982: William A. Berggren[нем.]
- 1986: J. William Schopf[англ.]
- 1990: Harry B. Whittington[англ.]
- 1995: David Lawrence Jones[нем.]
- 1999: Jan Smit[нидерл.]
- 2003: Frederik J. Hilgen
- 2006: Steven M. Stanley[англ.]
- 2009: Alfred G. Fischer[англ.]
- 2012: Эндрю Нолл
- 2015: Susan M. Kidwell[англ.]
- 2021: Шухай Сяо
- 2024: Terrie M. Williams